# Município de Marion (condado de Henry, Ohio)
O município de Marion (em inglês: Marion Township) é um município localizado no condado de Henry no estado estadounidense de Ohio. No ano de 2010 tinha uma população de 1.297 habitantes e uma densidade populacional de 13,81 pessoas por km².

## Geografia
O município de Marion encontra-se localizado nas coordenadas 41° 12′ 34″ N, 84° 03′ 11″ O. Segundo a Departamento do Censo dos Estados Unidos, o município tem uma superfície total de 93.91 km², da qual 93,9 km² correspondem a terra firme e (0,01 %) 0,01 km² é água.

## Demografia
Segundo o censo de 2010, tinha 1.297 habitantes residindo no município de Marion. A densidade populacional era de 13,81 hab./km². Dos 1.297 habitantes, o município de Marion estava composto pelo 94,6 % brancos, o 0,15 % eram afroamericanos, o 0,54 % eram amerindios, o 0,23 % eram asiáticos, o 3,55 % eram de outras raças e o 0,93 % eram de uma mistura de raças. Do total da população o 11,41 % eram hispanos ou latinos de qualquer raça.